# تشارلي فيرغسون
تشارلي فيرغسون (بالإنجليزية: Charlie Ferguson)‏ (22 أبريل 1930 بغلاسكو في المملكة المتحدة - ) هو لاعب كرة قدم بريطاني في مركز الظهير. لعب مع أولدهام أثلتيك ونادي روتشديل وهارت أوف ميدلوثيان وهاميلتون أكاديميكال وأكرينجتون ستانلي ‏ وBenburb F.C. ‏ وRossendale United F.C. ‏.